# Rudi Berger
Rudolf Berger ou Rudi Berger, é um violinista e compositor de jazz, nascido em Viena, na Áustria.

## Biografia
Nascido e criado em Viena, Rudi Berger começou a estudar violino clássico no Conservatório de Prayner, quando tinha 6 anos de idade, completando os seus estudos no Conservatório de Viena. Aos 8 anos, fez aulas de piano durante três anos. Rudi começou a improvisar no violino com a idade de quatorze anos.
Quando tinha quinze anos, ele tocou fluente boogie-woogie no piano, cantou blues e aprendeu sozinho a tocar guitarra elétrica. Foi também nesta idade que ele começou a escrever suas primeiras canções. Ao longo dos anos tem aprendido sozinho a tocar e desenvolver seu próprio estilo.
Em 1985, Rudi lançou seu primeiro álbum First Step e foi nomeado "Violinista do Ano" pela revista Jazz Live por dois anos.
Rudi mudou-se para Nova Iorque em 1986, e foi solista por três anos com a recém-fundada "Vienna Art Orchestra" e recebeu seu primeiro convite internacional como líder da banda.
Após um ano de trabalho como um músico de rua em Nova Iorque, a radialista WKCR convidou-o para tocar um "Especial Ao Vivo" com o seu primeiro quarteto (juntamente com Joey Calderazzo, Michael Formanek e Adam Nussbaum).
Enquanto vivia na cidade há mais de uma década, Rudi trabalhou com Joseph Bowie, Artt Frank, Astor Piazzolla e Toninho Horta (entre outros) e começou a incluir influências brasileiras em seu trabalho.
Entre 1996 e 2003, Rudi viajou extensivamente entre Nova Iorque, Viena e Brasil, onde ocupou um cargo como professor convidado da Universidade de Belo Horizonte (UFMG), para que ele pudesse explorar maneiras de conexão internacionais de estilos musicais.
Em 2003, Rudi era um viajante bem estabelecido entre culturas e ele finalmente radicou-se no Brasil.

## Discografia
- First Step (1985)
- Innocent Invader (1997)
- Postcard From Brazil (2001)
- In Search Of Harmony (2009)

## Compilação
- O Som Instrumental De Minas (2001)